# Гималова, Марьям Гильметдиновна
Гималова Марьям Гильметдиновна (22 июня 1922 года, село Дуван-Мечетлино, Мечетлинский район БАССР— 24 июня 2006 года,Уфа) — педагог-методист, литературовед, ученый. Кандидат педагогических наук (1961), Заслуженный учитель школы РСФСР (1987). Заслуженный учитель Башкирской АССР (1969). Отличник просвещения РСФСР (1967, 1976). Отличник народного образования Республики Башкортостан (1994).

## Биография
Марьям Гималова родилась 22 июня 1922 года в селе Дуван-Мечетлино Мечетлинского района Башкирской АССР.
Окончила Дуван-Мечетлинскую среднюю школу, затем Башкирский государственный педагогический институт имени К.Тимирязева по специальности «башкирский язык и литература».
В 1949—1958 годах работала учительницей башкирского языка и литературы в средней школе№ 9 города Уфы ([Башкирская республиканская гимназия-интернат № 1 имени Р.Гарипова), в которой учились дети погибших на войне фронтовиков .
Одним из её учеников в те годы был Рамиль Гарипов из Салаватского района республики. Марьям Гильметдинова была педагогом, который вовремя разглядел поэтический дар юного Гарипова и создала необходимые условия для развития литературных способностей своего ученика. Учитель, тонко чувствующий литературу, и поэтически одаренный ученик не ограничиваются общением в стенах школы. Между ними устанавливается переписка. В одном из писем, адресованных Марьям Гималовой, юный Рами(ль) пришет:
«Как здорово, что здесь можно позагорать на солнце. А как дивна Юрюзань! Лицезреть ночной лес, алую маковую зарю, восход солнца, переговаривающиеся между собой, как в сказке, сосны, наблюдать, как встречают ласковый рассвет «осины-джигиты» и «берёзки-девицы» в красных одеяниях с серебристыми блёстками росы – это уже само по себе счастье. Такое блаженство, как будто тобой сотворён какой-то необыкновенный, потрясающий стих! Усыпанные ягодами, словно накрытые красным чекменём лужайки, черёмуха, сладкие вишнёвые заросли! Вдыхая до головокружения напоённый всевозможными ароматами чистейший воздух, ты валяешься среди полевых цветов и смотришь ввысь – в бездонное и безоблачное лазурное небо…»
В годы работы в школе М.Гималова щедро делится своим педагогическим опытом с учителями, публикует статьи по методике преподавания башкирской литературы. Как опытного педагога, имеющего склонность к исследовательской деятельности, Марьям Гильметдиновну пригласили в Башкирский филиал научно-исследовательского института национальных школ.
В 1958—1991 годах М.Гималов работала старшим научным сотрудником Башкирского филиала научно-исследовательского института национальных школ.
Научные труды Марьям Гильметдиновны посвящены методике преподавания башкирской литературы в школах и педагогических училищах.

## Научные труды
Автор более 200 научных работ, учебно-методического пособия, учебников по башкирской литературе для башкирских школ .
- Изучение родных литератур в национальных школах РСФСР. Л., 1982;
- Изучение в школе творчества Баязита Бикбая Уфа, 1964;
- Изучение произведений башкирских писателей в VI—VII классах. Уфа, 1972;
- Методическое пособие по башкирской литературе для X класса. Уфа, 1972;
- Методика преподавания башкирской литературы в V—XI классах. Уфа, 1994.